# Pfarrkirche Kirchberg an der Raab

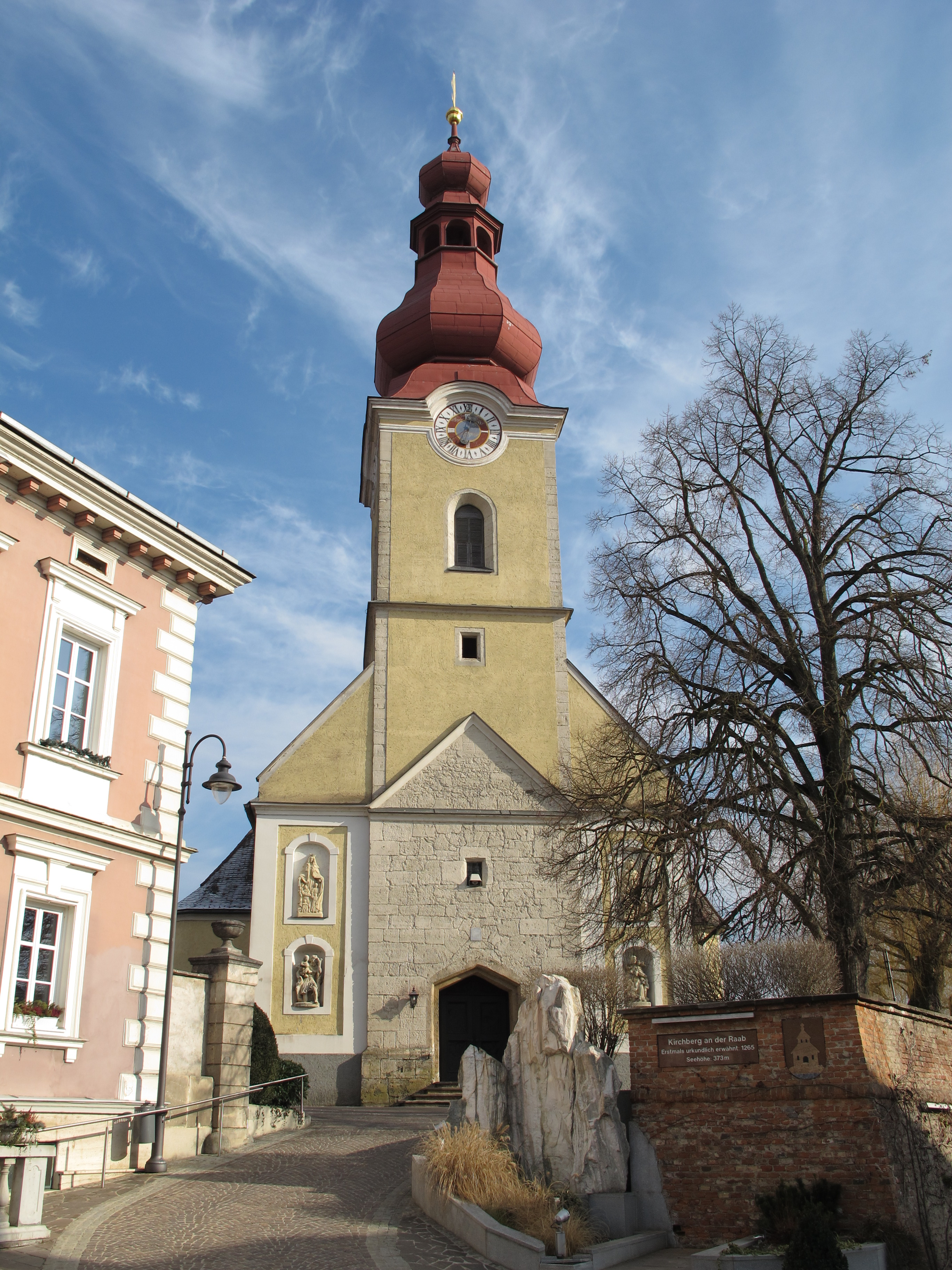
Pfarrkirche hl. Florian

Die römisch-katholische Pfarrkirche Kirchberg an der Raab steht auf der höchsten Stelle des Ortes Kirchberg an der Raab in der Großgemeinde Kirchberg an der Raab in der Steiermark. Die Pfarrkirche hl. Florian gehört zum Seelsorgeraum Feldbach in der Diözese Graz-Seckau. Das Kirchengebäude steht unter Denkmalschutz (Listeneintrag).

## Geschichte
Die Kirche wurde 1265 urkundlich genannt und 1381 zur Pfarrkirche erhoben. Der nach einer ehemaligen Gewölbeinschrift von 1510 bis 1526 errichtete spätgotische Kirchenbau wurde später barock erweitert. 1972 und 2009 war eine Innenrestaurierung sowie 2018 eine Außenrenovierung.

## Architektur
Das vierjochige Langhaus wurde in der 2. Hälfte des 17. Jahrhunderts mit Kreuzgratgewölben und Gurten und mit vom 3. Joch ausgehenden Kapellenanbauten versehen. Die dreiachsige Orgelempore hat eine vorschwingende Brüstung. Der einjochige Chor mit Fünfachtelschluss hat außen zweifach abgetreppte Strebepfeiler und innen ein kräftiges und zum Teil nicht sichtbares Netzrippengewölbe. Nördlich vom Chor ist eine Sakristei mit einer Empore, welche bis an das Kirchenschiff reicht. Südseitig ist ein mit einem Rundbogen geöffnetes Oratorium mit einer darüber liegenden Empore mit einer barocken Brüstung. Im Chor ist eine kleine Sakramentsnische. In der Sakristei ist ein spätgotischer Schalenstein. Der spätgotische Westturm mit Dreieckgiebel und einer gegliederten Zwiebelhaube wurde in die barocke Fassadengestaltung mit einbezogen.
Es gibt ein ovales Epitaph zum Grafen Siegbert Heister († 1718).

## Ausstattung

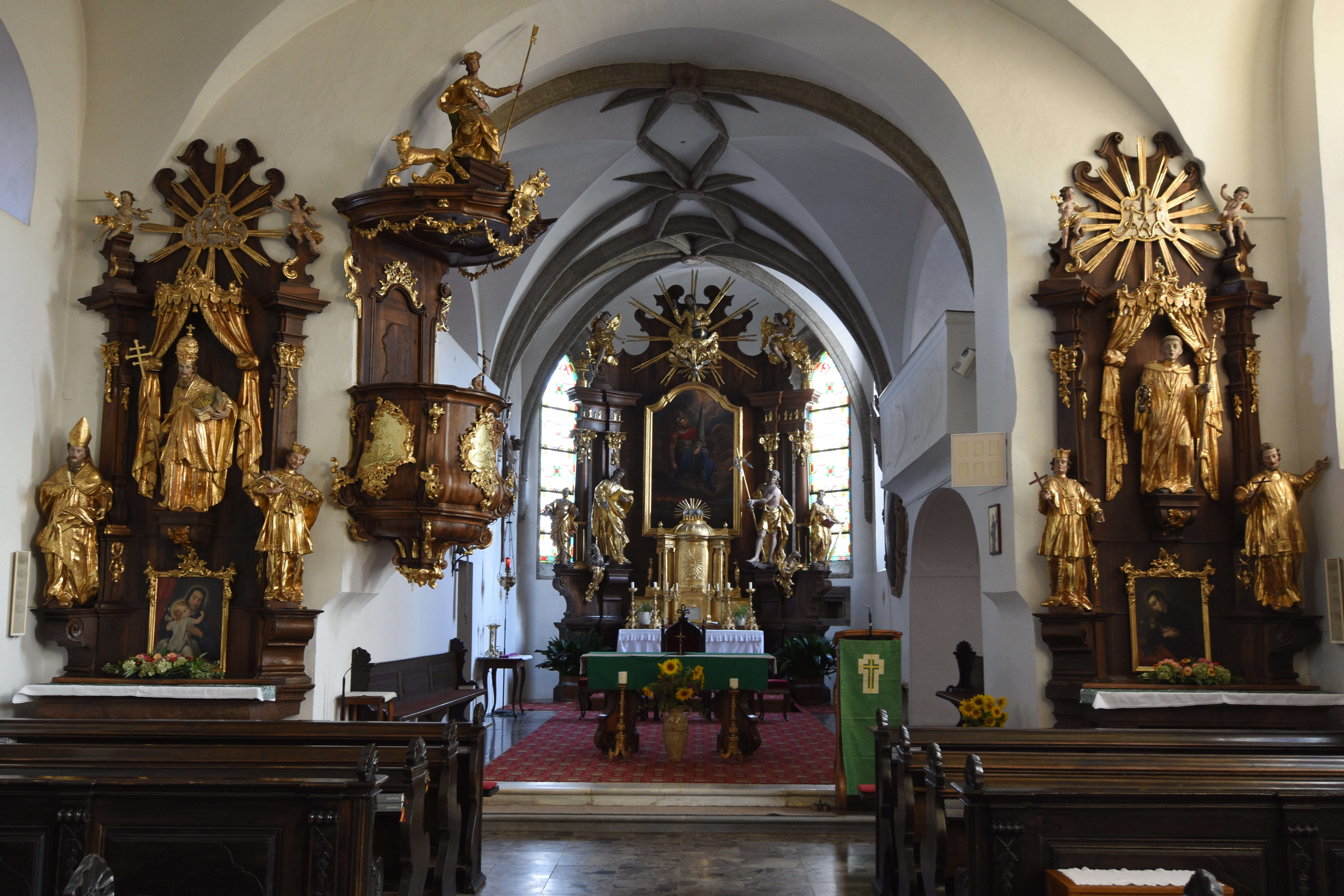
Der Altarraum

Die Einrichtung ist aus dem 3. Viertel des 18. Jahrhunderts. Der Hochaltar zeigt das Altarbild hl. Florian gemalt vom Maler Wonsidler (1850). Die Seitenaltäre sind den Heiligen Ulrich und Leonhard geweiht. Die Kanzel schuf der Bildhauer Johann C. Schultz. Der rechte Kapellenaltar aus dem Anfang des 18. Jahrhunderts zeigt ein Marienbild in der Art des Malers Hans Adam Weissenkircher. Es gibt das Bild Letztes Abendmahl und eine Figur Maria mit Kind auf Wolken, beide aus der Mitte des 18. Jahrhunderts.

## Orgel
Die Orgel wurde als eine der ersten Neubauorgeln im Bezirk 1964 von Reinisch-Pirchner aus Stainach am Brenner erbaut. Sie verfügt über 15 Register auf zwei Manualen und Pedal. Das heutige Gehäuse stammt von Ludwig Greß aus dem Jahr 1806. Zwischen 1875 und 1923 blieb das Rückpositiv als stumme Attrappe leer. Die Orgel wurde zuletzt 2019 saniert.

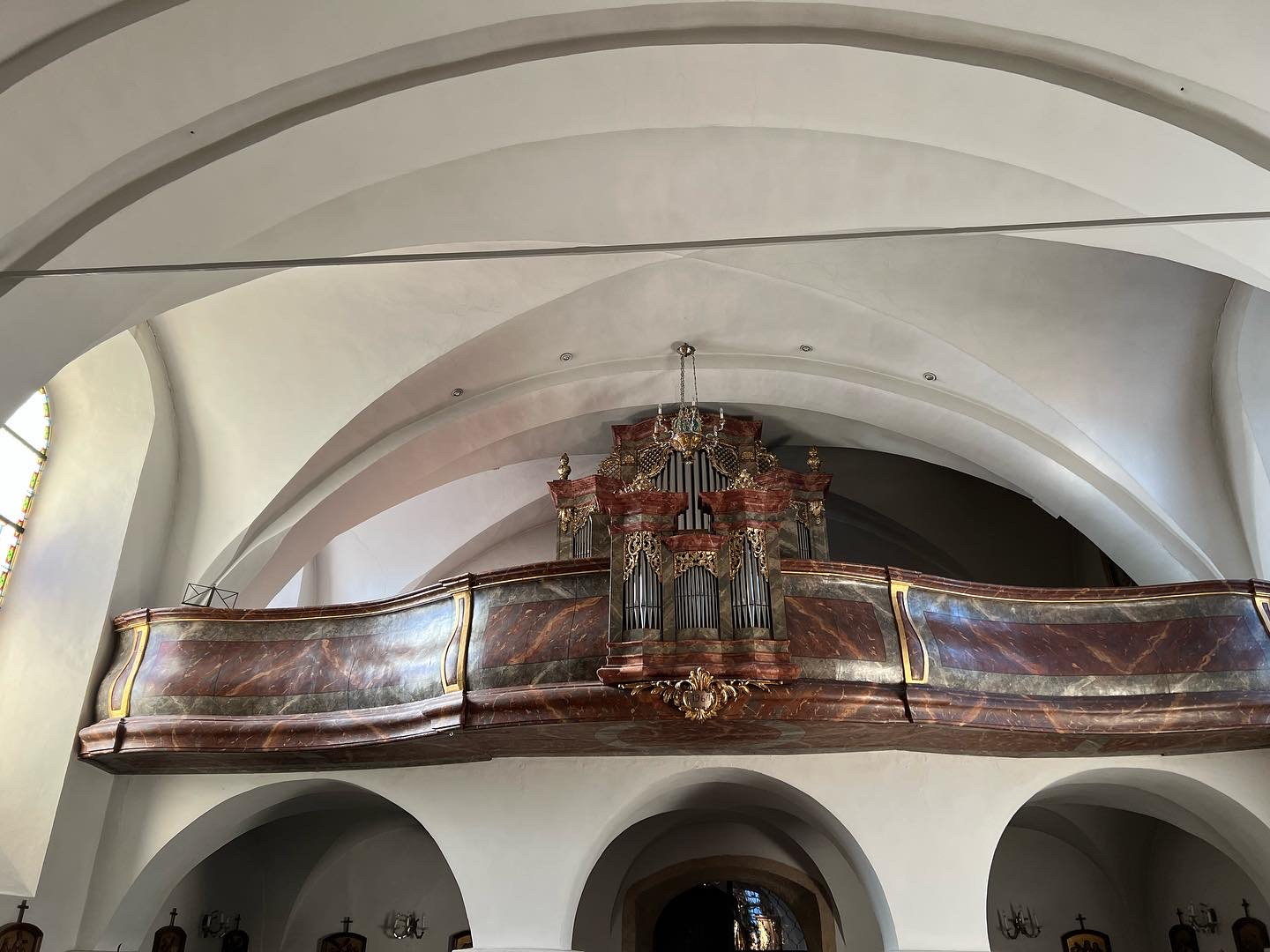
Orgel
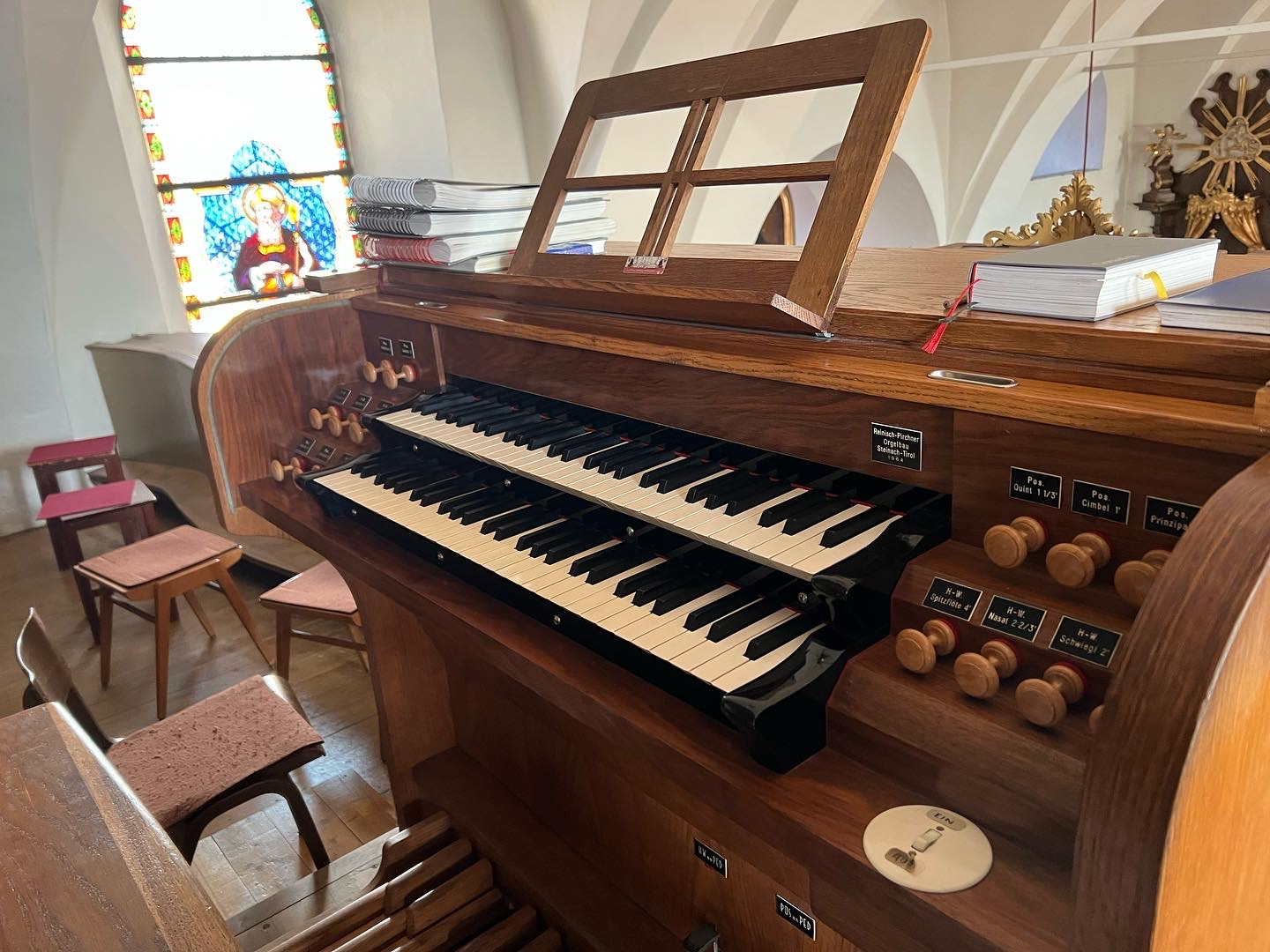
Spieltisch

Disposition
| I. Hauptwerk C-g³ | II. Rückpositiv C-g³ | Pedal C-f′   |
| ----------------- | -------------------- | ------------ |
| Rohrflöte 8′      | Gedeckt 8′           | Subbass 16′  |
| Weidenpfeife 8′   | Holzflöte 4′         | Octavbass 8′ |
| Prinzipal 4′      | Prinzipal 2′         | Nachthorn 4′ |
| Spitzflöte 4′     | Quint 2 ⅔′           |              |
| Nasard 2 ⅔′       | Cimbel III 1′        |              |
| Schwiegl 2′       |                      |              |
| Mixtur IV 1 ⅓′    |                      |              |

- Koppeln (als Tritte):
  - II/I
  - I/P
  - II/P

- Orgel
- Spieltisch

## Glocken
Das Geläute besteht aus sechs Glocken, wobei fünf das Hauptgeläute bilden. Glocke 6 fungiert als Sterbeglocke in der Turmlaterne. Im Jahr 2013 wurde die gesamte Läuteanlage überholt und die heutige Glocke 5 ergänzt. Sie wurde dem ehemaligen Pfarrer Georg Stoff gewidmet. Das Geläute ergibt ein Salve Regina mit Oberoktave.
| Nr. | Name                  | Bild | Schlagton | Gewicht (kg) | Durchmesser (mm) | Gießer                               | Gussjahr                 |
| --- | --------------------- | ---- | --------- | ------------ | ---------------- | ------------------------------------ | ------------------------ |
| 1   | St. Florian           |      | e′        | 1184         | 1240             | Glockengießerei Grassmayr, Innsbruck | 1970 als Umguss von 1950 |
| 2   | St. Josef             |      | gis′      | 518          | 950              | Glockengießerei Pfundner, Wien       | 1950                     |
| 3   | St. Anna              |      | h′        | 286          | 795              | Glockengießerei Pfundner, Wien       | 1950                     |
| 4   | St. Petrus und Paulus |      | cis′′     | 300          | 760              | Hans Mitter, Judenburg               | 1457                     |
| 5   | St. Georg             |      | e′′       | ca. 130      | ca. 600          | Glockengießerei Grassmayr, Innsbruck | 2013                     |
| 6   | Sterbeglocke          |      | f′′       | ca. 100      | ca. 550          | Glockengießerei Grassmayr, Innsbruck | 1970                     |